# Programa de Satèl·lits Meteorològics de Defensa

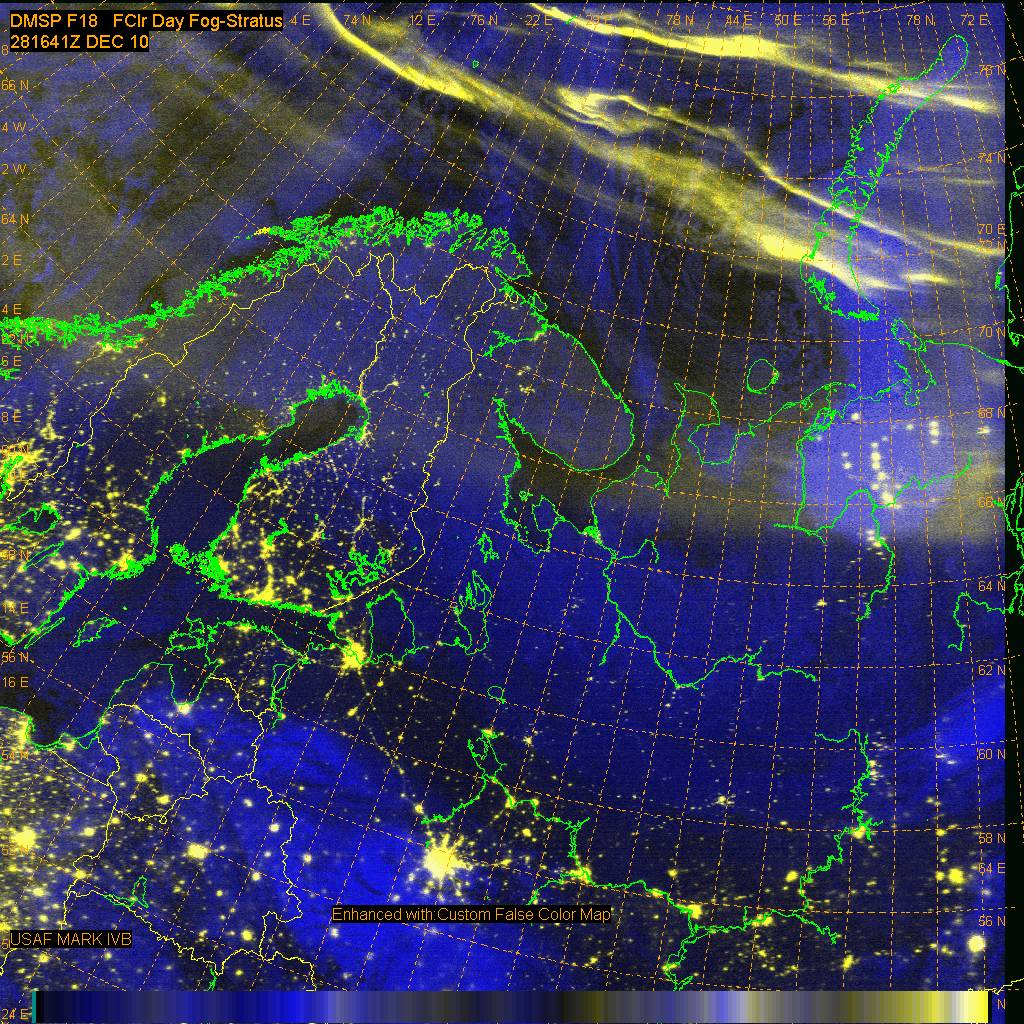
Imatge de DMSP de la aurora boreal al nord d'Escandinàvia

El Programa de Satèl·lits Meteorològics de Defensa (en (anglès), Defense Meteorological Satellite Program, DMSP) monitora la meteorologia, la física oceanogràfica, i solar-terrestre per al Departament de Defensa dels Estats Units. El programa és dirigit pel NOAA La missió (originalment classificada) dels satèl·lits es va revelar al març de 1973. Proporcionen imatges de la nuvolositat d'òrbita polars que són  heliosíncrona a l'altura nominal de 850 km.

## Galeria Fotografica

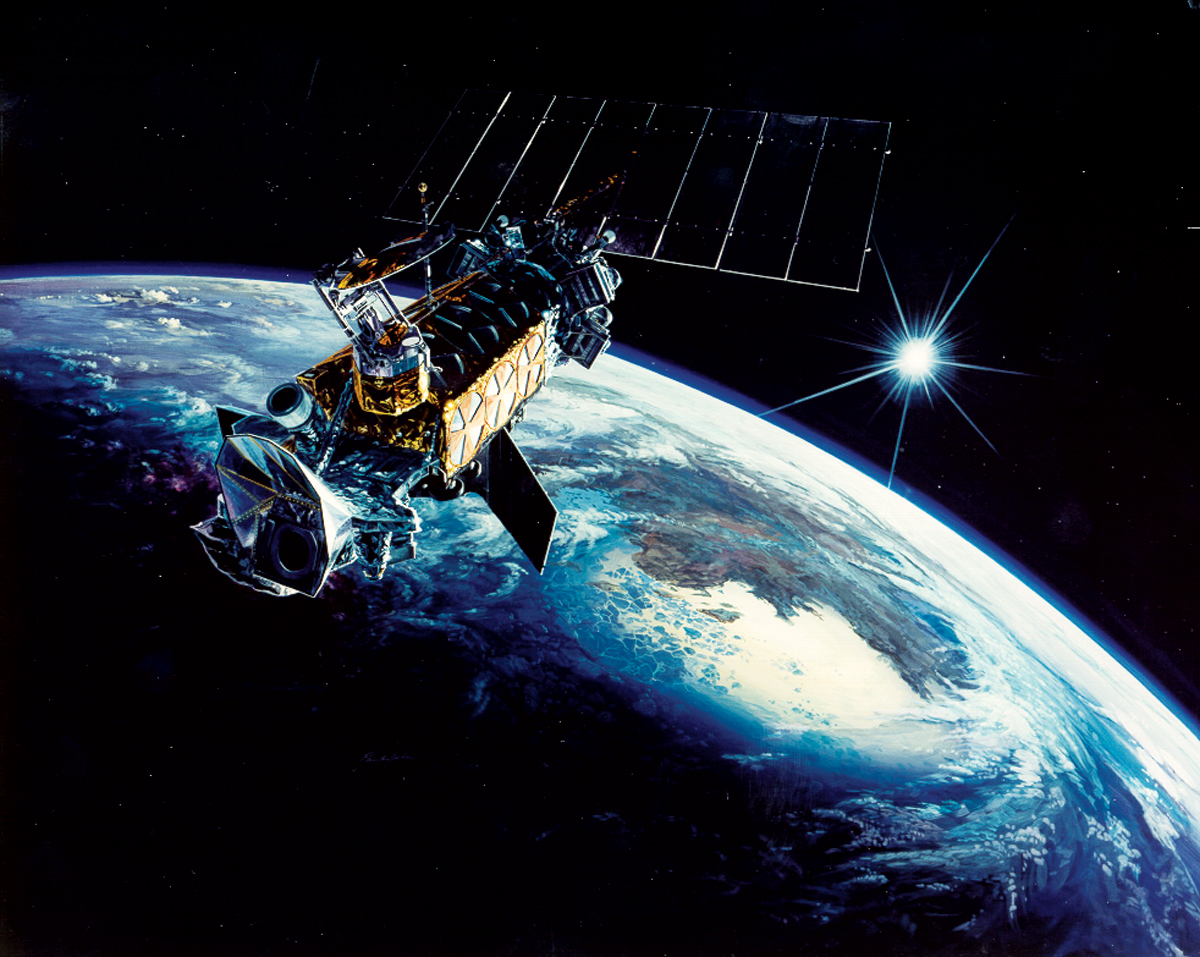
DMSP - Block 5D2
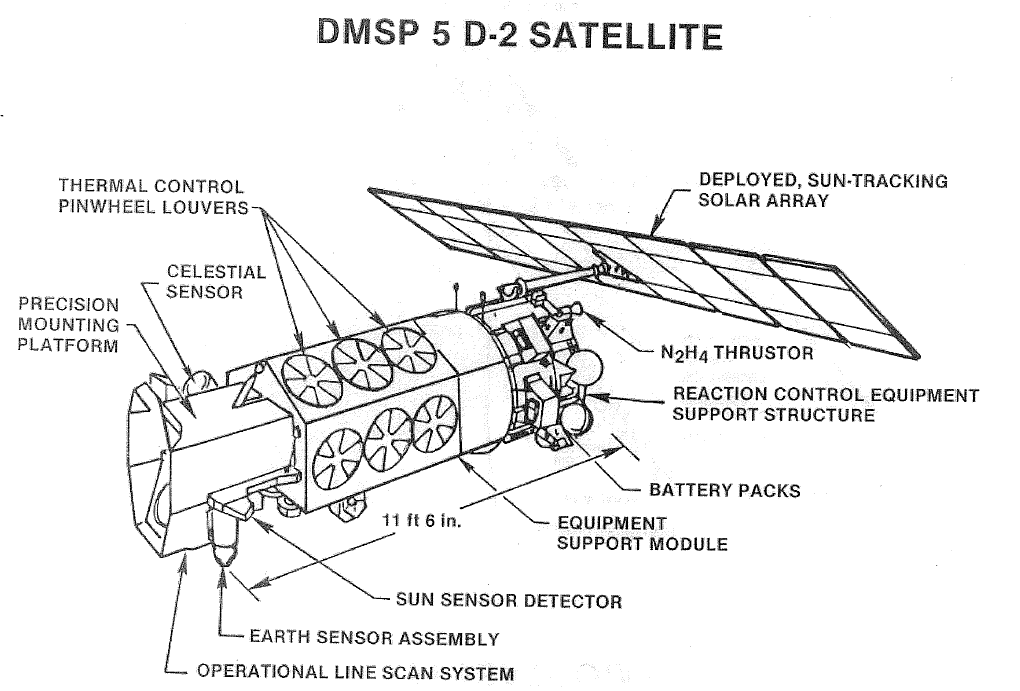
DMSP - Block 5D2
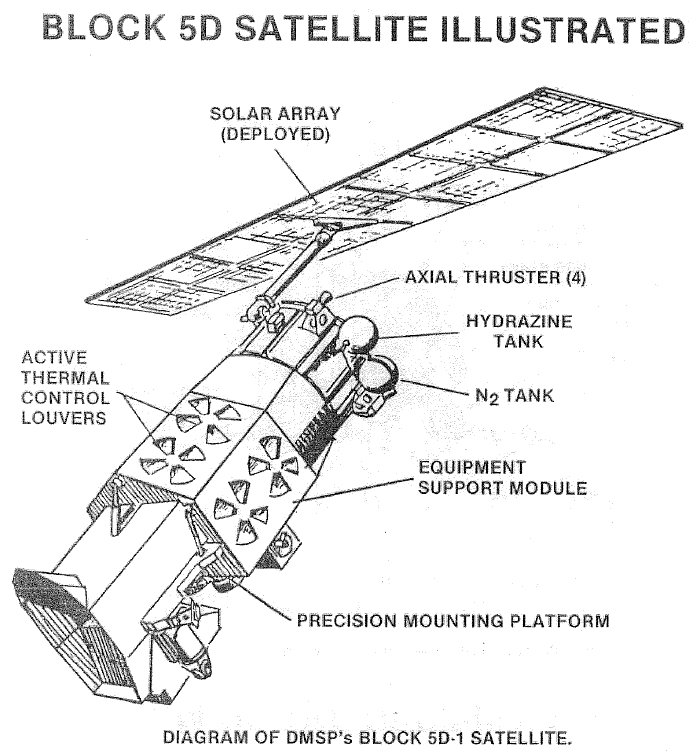
DMSP - Block 5D1
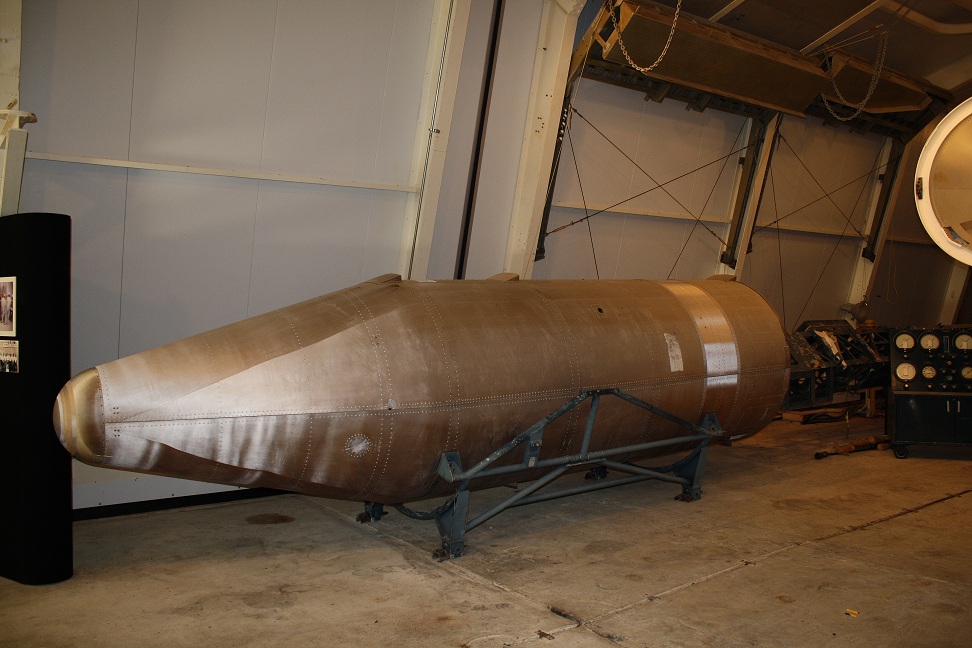
DMSP -SLC-10